# José Clayton
José Clayton Menezes Ribeiro (ur. 21 marca 1974
roku w São Luís) – tunezyjski piłkarz brazylijskiego pochodzenia występujący najczęściej na pozycji lewego obrońcy.

## Kariera klubowa
José Clayton zawodową karierę rozpoczynał w 1994 roku w Étoile Sportive du Sahel. W zespole tym występował przez kolejne cztery lata. W 1995 i 1999 roku wywalczył Puchar CAF, w 1996 roku zdobył puchar Tunezji, w 1997 roku sięgnął po tytuł mistrza kraju i Puchar Zdobywców Pucharów Afryki, a w 1998 roku triumfował w rozgrywkach Superpucharu Afryki. Latem 1998 roku Clayton przeszedł do drużyny SC Bastia. W debiutanckim sezonie rozegrał dla niej 22 ligowe pojedynki i zajął trzynaste miejsce w Ligue 1. W kolejnych dwóch latach tunezyjski obrońca grywał już rzadziej, a Bastia plasowała się kolejno na dziesiątej i ósmej pozycji w tabeli francuskiej ekstraklasy. W 2001 roku Clayton podpisał kontrakt ze Stade Tunisien, jednak w przerwie rozgrywek 2001/02 odszedł do Espérance Tunis. Z nowym klubem trzy razy z rzędu zdobył mistrzostwo Tunezji. Sezon 2005/06 Clayton spędził w katarskim Al-Sadd, z którym wywalczył mistrzostwo Kataru. W późniejszym czasie zasilił kolejno turecki Sakaryaspor oraz Stade Gabèsien. W tym ostatnim zakończył karierę.

## Kariera reprezentacyjna
W reprezentacji Tunezji Clayton zadebiutował w 1998 roku. W tym samym roku pojechał na mistrzostwa świata, na których zespół prowadzony przez Henryka Kasperczaka nie wyszedł z grupy i odpadł z turnieju. Na imprezie tej Clayton zagrał w dwóch pierwszych meczach w pełnym wymiarze czasowym. Tunezyjczyk był także uczestnikiem kolejnych mistrzostw świata. Na boiskach Korei Południowej i Japonii ekipa "Les Aigles de Carthage" ponownie została wyeliminowana w fazie grupowej. Tym razem Clayton wystąpił tylko w przegranym 2:0 pojedynku z Japonią, kiedy to na boisku przebywał przez 61 minut. W 2004 roku Clayton był uczestnikiem Igrzysk Olimpijskich w Atenach, rok później wziął udział w Pucharze Konfederacji, a następnie został powołany do kadry na Puchar Narodów Afryki 2006. Łącznie dla reprezentacji swojego kraju zaliczył 40 występów i strzelił dwie bramki.